# SadiQ
SadiQ (* 11. Mai 1988 in Kabul; bürgerlich Sidiqullah Zadran, Paschtunisch: صادق ځدراڼ) ist ein deutscher Rapper mit afghanischen Wurzeln.

## Biografie
SadiQ wurde in Kabul geboren. Als er drei Monate alt war, flüchtete seine Familie mit ihm wegen des Krieges nach Indien. Als er sechs Jahre alt war, wanderte die Familie nach Deutschland aus. Die ersten sechs Monate lebten sie in einem Hotel am Frankfurter Hauptbahnhof. Schließlich zogen sie in den Stadtteil Sossenheim, wo er schließlich aufwuchs.
Mit 12 Jahren bekam er Kontakt zur deutschen Rapszene und begann, seine eigenen Texte zu schreiben. Ab Anfang 2012 stand er bei Halunkenbande, dem Label von Baba Saad unter Vertrag. Am 11. Mai 2012 veröffentlichte SadiQ sein Debütalbum Narkotic, mit seinem Labelpartner Dú Maroc. Auch Baba Saad war auf dem Album vertreten. Narkotic erreichte in der ersten Woche Platz 53 der deutschen Albumcharts. Im September 2012 trennten sich SadiQ und Dú Maroc von Baba Saad und gründeten das Label Block Bladi Gangsta.
2013 spielte SadiQ zusammen mit Dú Maroc in der Fernsehsendung Privatdetektive im Einsatz eine Rolle.
Im April 2014 erschien sein Solo-Debütalbum TrafiQ mit Gastbeiträgen von Azad, Massiv, Eko Fresh, MoTrip, Fard, Olexesh, Automatikk, Bizzy Montana und Mo Soul.
Januar 2017 hat Zadran einen Schnellimbiss in Frankfurt-Bockenheim („Free's Bude“) eröffnet. Laut Frankfurter Rundschau ist die Eröffnung möglicherweise „eine Reaktion darauf, dass sich die schon für Mitte 2016 angekündigte Veröffentlichung seines neuen Albums immer wieder verschiebt und Einnahmen ausbleiben“.

## Kontroverse
Im Juli 2012 erschien der gemeinsam mit seinem Labelchef Baba Saad aufgenommene Kollaborationstrack Es ist HB. Die Sängerin der ehemaligen Gruppe Monrose Mandy Capristo erwirkte eine Unterlassungsklage gegen die Verbreitung des Videos, da sie sich durch eine Textzeile angegriffen fühlte. Wenige Tage später wurde das Lied in entschärfter Version erneut veröffentlicht.
Für Kritik sorgte die im März 2016 veröffentlichte Videosingle Charlie Hebdo für sein angekündigtes Album AKpella. In dem Lied versetzt er sich in die Rolle eines Terroristen während des Anschlages auf Charlie Hebdo und rappt aus dessen Sicht. Im Video springt er vermummt aus einem Minibus mit einer Kalaschnikow in der Hand. Unter anderem heißt es in dem Lied „Schieße für Gaza, Guantanamo, Mali“ und „Ziel auf den Zeichner der Karikatur/ Verbrenne die Blätter der Charlie Cartoons/ Durchlöcher die Bullen am Pariser Turm.“ Das Video sorgt für Aufsehen und SadiQ wurde in zahlreichen Medien als neuer Deso Dogg bezeichnet, der Musik für den Dschihad mache. Tatsächlich wird er von der salafistischen Szene aber eher weniger ernst genommen. Westliche Musik gilt in islamistischen Kreisen als verpönt.
Im Februar 2017, bereits kurz nach der Eröffnung, wurde Zadrans Frankfurter Schnellimbissladen „Free's Bude“ im Rahmen der Kampagne „Make Racists Afraid Again“ angegriffen.

## Diskografie
Alben
- 2012: Narkotic (mit Dú Maroc)
- 2014: TrafiQ
- 2019–2021: Blacklist
- 2019–2021: Narkotic 2 (mit Ego)

Mixtapes
- 2016: AKpella

Singles
- 2014: Schmerz in der Brust (feat. Fard)
- 2024: Hoodie Hoodie (mit Aymen)

Lieder
- 2008: S.H.B
- 2009: Book of Ra
- 2011: Heimat
- 2011: Ausstrahlung
- 2011: Für Die
- 2011: Bin Von
- 2011: Fick den Richter (feat. Capo Azzlack und Dú Maroc)
- 2012: Wo ist der Safe (feat. Dú Maroc und 439)
- 2012: Intro
- 2012: Jamal (feat. Dú Maroc)
- 2012: Kamikaze (feat. Dú Maroc)
- 2012: Ecke vom Nouga
- 2012: Es ist HB (feat. Saad)
- 2012: Glaub Dran (feat. Baba Saad)
- 2012: Gestern (feat. Baba Saad)
- 2012: Kalaschnikow Flow
- 2014: Intro [TrafiQ]
- 2014: Sag mir
- 2014: Schmerz in der Brust (feat. Fard)
- 2014: Ya Amar
- 2014: Wo
- 2014: Headshot
- 2016: Charlie Hebdo
- 2016: Wes Wes (Single vom kommenden Album "AKpella")
- 2016: Legal (feat. Sami & Amri)
- 2016: Ultimate Team
- 2016: Bin von 2
- 2017: Akhi Side (feat. Sami)
- 2017: Hyäne (feat. Sami)
- 2017: Fick den Richter 2 (feat. Ali Bumaye & Dú Maroc)
- 2018: CLS (feat. Asche)
- 2019: Panamera (feat. Sami)
- 2019: Ecke vom Nouga 2
- 2019: Guantanamo Bay (feat. Amri)
- 2019: Illegal (feat. Sami)
- 2019: Intro (feat. Ego)
- 2019: Pisola (feat. Massiv)
- 2019: Uragiri (feat. Ego)
- 2020: Assassina (feat. Amri)
- 2020: Medellin
- 2020: Interstellar (feat. Duce)
- 2020: 2006 (feat. Ego)
- 2020: Fick 31er (feat. Ego)
- 2020: Kabuliz (feat. Zoman)
- 2020: Kalaschnikow Flow 2
- 2020: Quarantäne
- 2021: Maktoob
- 2022: Leben im Leid
- 2022: Kefini (feat. Rayen Youssef & Dhaf)
- 2022: La Lumière (feat. Manuellsen)
- 2022: Frankfurter Ghetto (feat. Sami)
- 2022: One Minute (feat. Sami)
- 2022: Khorasani (feat. Amri)
- 2023: Anom (feat. Silvano)
- 2023: Boosqape (feat. Haftbefehl)
- 2023: Baccarat Rouge (feat. Haaland936)
- 2024: Flex
- 2024: Legal (feat. Sami)
- 2024: Rabona (feat. Haaland936)